# Platja del Borró d'enfora
La platja del Borró d'enfora, o platja de l'Assutzena, és una platja natural del municipi de Colera (Alt Empordà) situada al cap Ras, entre la platja del Borró i la punta del Borró. Té una longitud d'uns 100 m i una amplada mitjana de 10 m, de sorra gruixuda, i està separada en dues cales per unes roques que gairebé arriben al mar. És una platja nudista. S'hi arriba caminant des de la platja del Borró.
El nom d'Assutzena és degut a presència del lliri blanc (Lilium candidum) als voltants.